# 武清駅
武清駅（ぶせい-えき）は中華人民共和国天津市武清区に位置する京津都市間鉄道の駅である。

## 駅構造

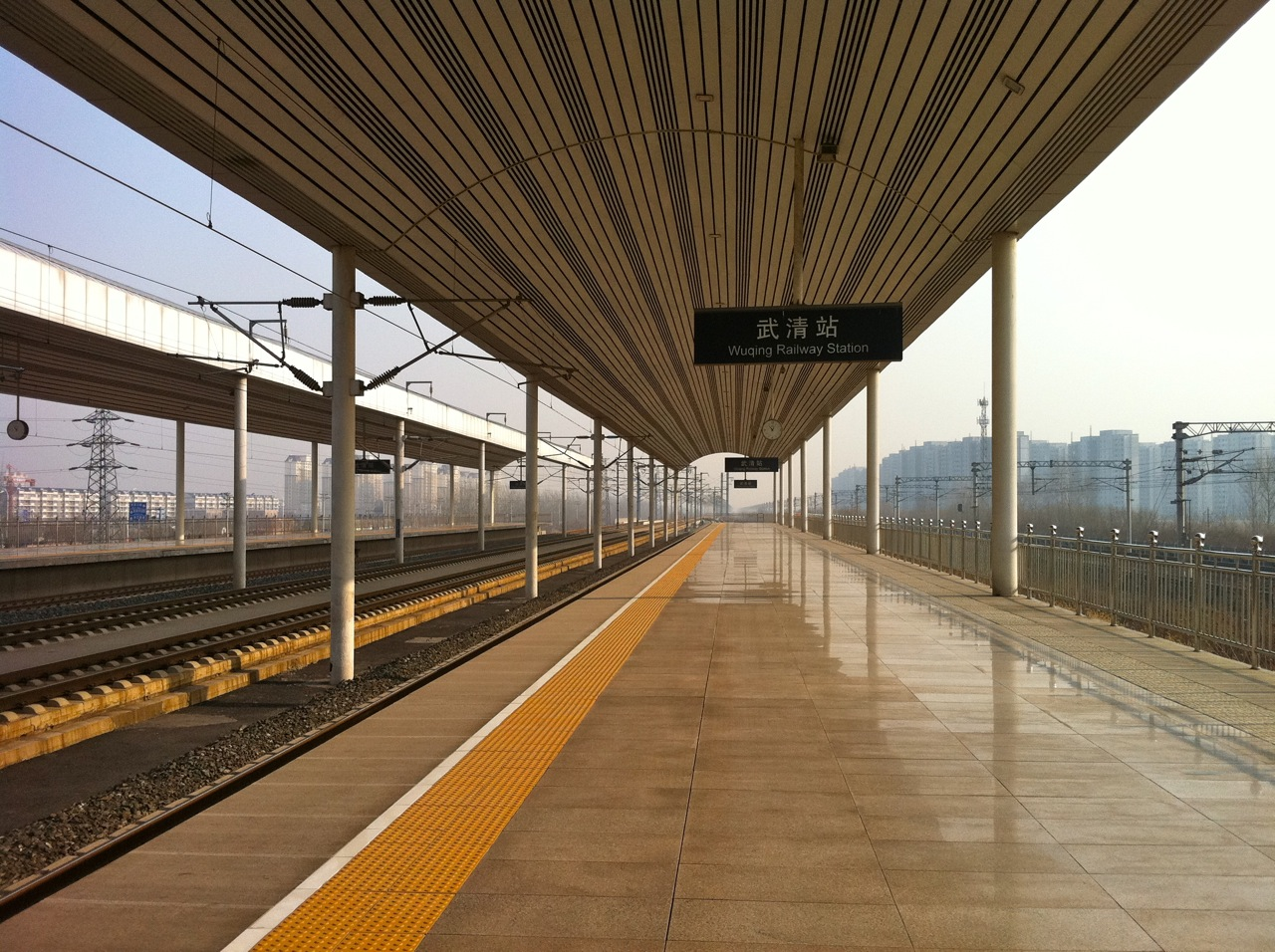
プラットホーム

- 相対式ホーム2線4線の地上駅で、外側2線は停車用、内側2線は通過線である。駅の隣に在来線も平行しているが、駅は設置されていない。

| 相対式ホーム   |                |
| 京津都市間鉄道 | 北京南方面     |
| 通過線         |                |
| 通過線         |                |
| 天津方面       | 京津都市間鉄道 |
| 相対式ホーム   |                |
| 武清駅ホーム   |                |

## 駅周辺
駅前にロータリーが設置されてあるが、周りは空き地が広がっている。

## 歴史
- 2008年8月1日 - 開業。

## 隣の駅
中国国鉄
■京津都市間鉄道
北京南駅 - (亦庄駅) - (永楽駅) - 武清駅 - 天津駅
座標: 北緯39度22分16秒 東経117度00分36秒 / 北緯39.371度 東経117.0099度